# Noah Schnapp

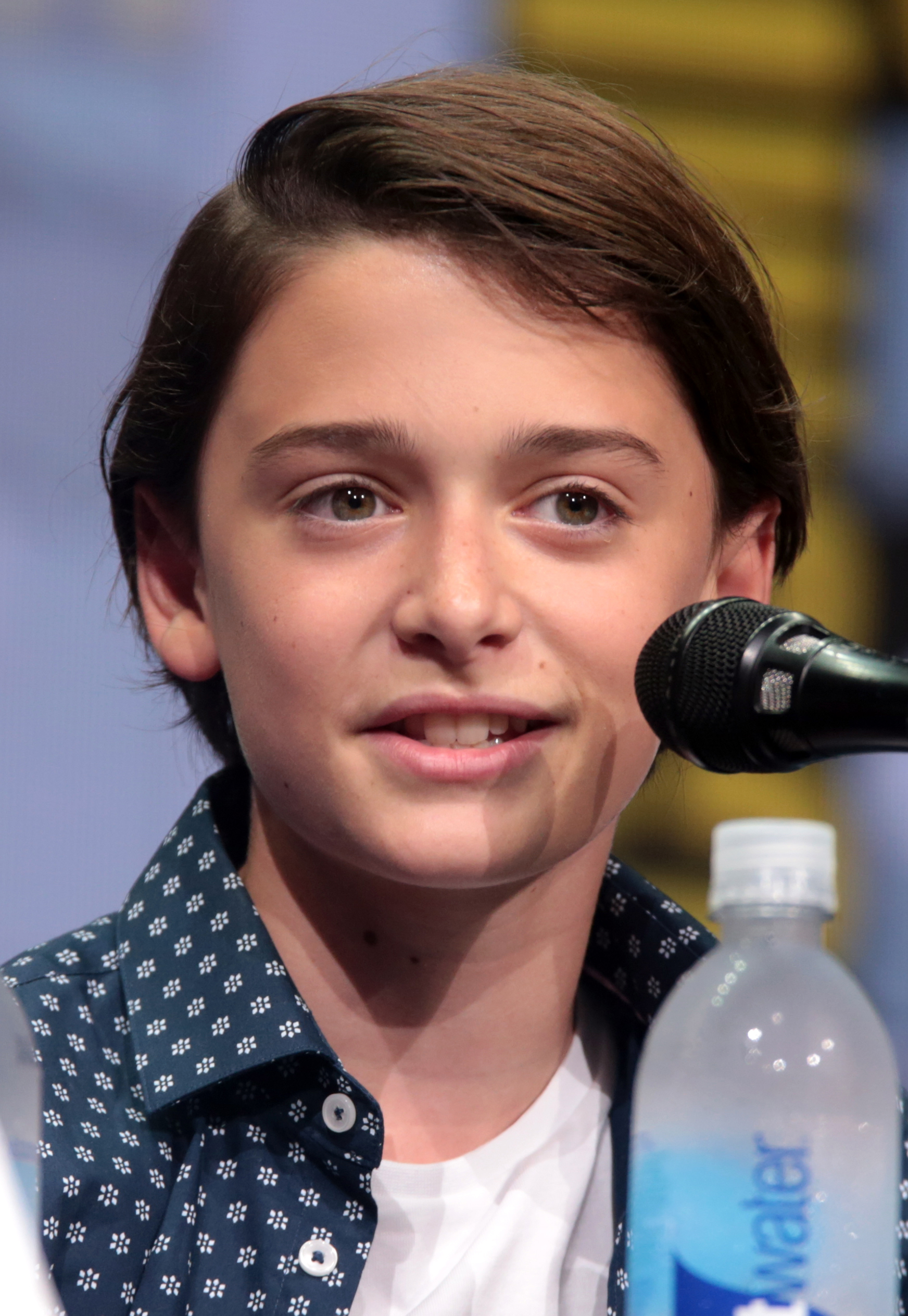
Noah Schnapp (2017)

Noah Cameron Schnapp (* 3. Oktober 2004 in New York City) ist ein kanadisch-US-amerikanischer Schauspieler.

## Leben
Noah Schnapp wurde in New York City geboren und wuchs in der Kleinstadt Scarsdale auf. Im Jahre 2015 gab er sein Schauspieldebüt im Spielfilm Bridge of Spies – Der Unterhändler unter der Regie von Steven Spielberg neben Tom Hanks. Eine Hauptrolle als Sprecher erhielt er ebenfalls 2015 als Stimme von Charlie Brown im Animationsfilm Die Peanuts – Der Film.
Internationale Bekanntheit erlangte Schnapp als Will Byers in der US-amerikanischen Science-Fiction-Mysteryserie Stranger Things, die auf Netflix ausgestrahlt wird. Er spielte in allen vier Staffeln mit und wurde 2017 zusammen mit seinen Mitschauspielern der Serie mit einem Screen Actors Guild Award für das beste Ensemble einer Dramaserie ausgezeichnet. Für die Rolle in der Drama-Serie erhielt er 2018 den MTV Movie Award in der Kategorie Verängstigste Darbietung. Er wirkte 2016 im Musikvideo zum Song L.A Devotee von Panic! at the Disco mit.
Schnapp lebt in Scarsdale, New York. Im Januar 2023 outete er sich als homosexuell.

## Filmografie (Auswahl)
- 2015: Bridge of Spies – Der Unterhändler (Bridge of Spies)
- 2015: Die Peanuts – Der Film (The Peanuts Movie, Stimme)
- 2015: We Only Know So Much
- 2016: The Circle (Kurzfilm)
- seit 2016: Stranger Things (Fernsehserie)
- 2019: Soulfood – Familie geht durch den Magen (Abe)
- 2020: Nur ein einziges Leben (Waiting for Anya)
- 2020: Hubie Halloween
- 2023: The Tutor